# Chapari
Chapari là một thị trấn thống kê (census town) của quận Puruliya thuộc bang Tây Bengal, Ấn Độ.

## Nhân khẩu
Theo điều tra dân số năm 2001 của Ấn Độ, Chapari có dân số 7242 người. Phái nam chiếm 53% tổng số dân và phái nữ chiếm 47%. Chapari có tỷ lệ 77% biết đọc biết viết, cao hơn tỷ lệ trung bình toàn quốc là 59,5%: tỷ lệ cho phái nam là 84%, và tỷ lệ cho phái nữ là 69%. Tại Chapari, 11% dân số nhỏ hơn 6 tuổi.